# Néstor García
Néstor Javier García Cruz (Tunja, 11 november 1993) is een Colombiaans wielrenner die anno 2016 rijdt voor Boyacá Raza de Campeones.

## Carrière
In 2015 werd García achttiende in de door Riccardo Donato gewonnen GP Capodarco. Een later verkreeg zijn ploeg, Boyacá Raza de Campeones, een continentale licentie, waarna het enkele Spaanse en Portugese profwedstrijden reed. García reed onder meer in de Ronde van Asturië, waar hij vijftiende werd in het jongerenklassement.

## Ploegen
- 2016 –  Boyacá Raza de Campeones

Bothia · Chaparro · Cruz · Cubides · Diagama · Flórez · García · Gómez · Mancipe · Ochoa · Ortega · C.Parra · H.Parra · M.Rodríguez · W.Rodríguez · Romero